# Święty Bartłomiej (obraz El Greca)
Święty Bartłomiej – obraz hiszpańskiego malarza pochodzenia greckiego Dominikosa Theotokopulosa, znanego jako El Greco.
Portret Bartłomieja Apostoła należał do cyklu zwanego Apostolados. El Greco kilkakrotnie podjął się namalowania cyklu dwunastu portretów świętych i portretu Zbawiciela. Do dziś zachowały się w komplecie jedynie dwa zespoły; jeden znajduje się w zakrystii katedry w Toledo a drugi w Museo del Greco.

## Historia
Seria Apostolados z Museo del Greco składała się w trzynastu wizerunków apostołów i Chrystusa, z wyjątkiem św. Mateusza (jego miejsce zajmuje św. Paweł). Sześciu z nich ma zwrócone głowy w prawo, kolejnych sześciu w lewo, w centrum znajdował się wizerunek Chrystusa Zbawiciela. Pochodzenie całej serii i historia ich pozyskania przez muzeum nie jest do końca jasna. Do niedawna sądzono, że pochodziły ze Szpitala Santiago de Toledo, do którego trafiły w roku 1848, po konfiskacie dóbr kościelnych. Stamtąd zostały przeniesione do kościoła w klasztorze św. Piotra z Werony (San Pedro Martir), a następnie do Regionalnego Muzeum założonego w klasztorze San Juan de los Reyes. W ostatnim czasie odkryto dokumentację, na podstawie której stwierdzono, że płótna nie należały do Szpitala Santiago de Toledo, ale do Przytułku dla biednych pw. św. Sebastiana (Asilo de Pobres de San Sebastián) założonego w 1834 roku. Obrazy zostały ofiarowane przytułkowi przez Marceliana Manuela Rodrigueza, proboszcza mozarabskiego kościoła św. Łukasza. W 1909 roku obrazy przeniesiono do utworzonego z inicjatywy markiza de la Vega Inclán muzeum i od tamtej pory należą do jego stałej kolekcji.

## Opis i geneza obrazu
Taki sposób ukazania św. Bartłomieja nie występuje w żadnej innej wersji Apostolados. Apostoł odziany jest w żółtą tunikę, a na ramieniu ma przewieszony płaszcz w tym samym kolorze. Jest mężczyzną w średnim wieku o ciemnym zaroście. W prawej ręce trzyma nóż, atrybut symbolizujący jedną z kar jaką mu zadano przed męczeńską śmiercią: został obdarty ze skóry. Najciekawszym jednak elementem jest bardzo rzadko przedstawiany drugi atrybut Bartłomieja, trzymany w lewej dłoni: łańcuch. Motyw był popularny w średniowiecznej ikonografii a swoje korzenie wywodzi ze Złotej legendy Jakuba de Voragine’a, opowieści o żywotach świętych powstałej w latach 1260–1270. Według przekazu św. Bartłomiej głosząc ewangelizację dotarł do Indii, gdzie zdemaskował fałszywego bożka Astarotha a jego czyn skomentował inny bożek o imieniu Berith: „Wasz bóg skrępowany jest ognistymi łańcuchami i ani mówić, ani odetchnąć nie może od chwili, gdy Bartłomiej wszedł do świątyni. A Bartłomiej to przyjaciel wszechmocnego Boga”. Kierując się tymi słowami El Grecko namalował łańcuch w dłoniach apostoła a że w jego czasach misjonarze przywozili z Indii małpki, podobizna tego zwierzęcia posłużyła mu jako podobizna demona. Płótno jest przykładem początkowego elementu stosowanego przez El Greca w jego złożonej technice malarskiej. Malarz rozpoczynał konstruowanie postaci przy użyciu (monochromatycznej, dającej złudzenie trójwymiarowości) techniki grisaille, a następnie modelował figury przy użyciu światła na czerwonawym tle podkładu.